# 虎子 (日本漫画)
《虎子》是夏冬春秋所画的日本漫画，2007年2月16日开始在Flex Comix下属的免费网络漫画杂志FlexComix Blood上连载。2008年10月开始由日本动画公司制作电视动画在东京电视台等处播放，2009年10月17日发售了一集OVA。

## 故事简介
故事发生在日本九州的一所巨大的虚构私立学校——上園学園的高中部，围绕四个主要角色上下山虎子、伊井塚龍姫、早乙女雀、能乃村步巳展开的校园生活喜剧。随着剧情的发展，虎子和她的朋友将会依次与1-6班的那些独特而有个性的同学逐渐开始了解和交流。

## 登场人物

### 主要角色
上下山虎子（Torako Kageyama，聲：折笠富美子）
乐观开朗的麻烦制造者，行事简单直接，基本无视其它人的感受。衣着方面一个与众不同的特征就是她并不在衬衫和领带外面穿西装外套。因为她在开学前几天缺席了，结果莫名其妙地分配到了一个风纪委员的职务。有一个叫狐的哥哥，不过很明显她很少关心，关系似乎也不太好，还有一叫鬼百合的姐姐。事实上虎子是狐和鬼百合的同父异母妹妹，虎子上小学时一直是和她的生母单独一起生活的。生母因病死后，虎子的父亲想把她领到新家，不过她和她的继母一开始都拒绝了这个决定。因为这个，虎子并没有和她现在的家庭成员有融洽的关系，以致在经常在争吵之后离家出走。不过狐解释最后总是由于鬼百合的善良使得虎子还是回来了。雀的童年好友。尽管跳过级，测试成绩仍然稍高于平均水平，证明她还是蛮聪明的。身高164cm，三围为81、55、82。
早乙女雀（Suzume Saotome，聲：落合祐里香）
虎子中学以来最好的朋友。看上去似乎很文静，不爱说话，不过有着可怕的怪力和巨大的胃口。尽管运动能力超群，能在躲避球比赛中打败班主任，不过不会游泳，在衣着方面还和小孩子一样而不像女性。事实上，她根本没有羞耻感，行为非常难以预测。每次虎子离家出走她都会陪伴。担任班级的绿化委员。身高163cm。
伊井塚龍姬（Tatsuki Iizuka，聲：根谷美智子）
日本最大的电子公司之一E-lectora的社长的千金，由于父亲工作的关系，她和父母分居，与一个保姆生活在一起。应该算是个聪慧的良家大小姐，不过总是想保持幽雅，以致和她最亲密的朋友说话时也试图用很尊敬的语气而令人感觉不爽。被虎子的恶作剧所扰，不过她正在采取行动来反抗。从小学开始就一直在上园学园读书。身高167cm。
能乃村步巳（Ayumi Nonomura，聲：平野綾）
长得漂亮，性格天然又是巨乳，所以在男孩子中很受欢迎，她的照片总是处在高价位。由于她极端害羞，所以自从中学以来一直在交友方面有困难而且也是其他人恶作剧的受害者。在虎子和其它朋友的帮助下开始变得敢说话了，但仍保留她的害羞的本质不变。很无害的一个人，却总被卷入虎子引起的骚动中。担任班级的保健委員。身高156cm，三围为90、56、85。

### 同学
杏藤子子（聲：藤田昌代）
1-6班的班长，积极地参与校内活动并希望能当上学生会会长。以性骚扰出名，虽然自称双性恋，不过看起来绝大多数情况是针对女性（尽管在11和13话她的幻想中也出现过男性）。对虎子和步巳特别喜欢，也并不在意被称作变态。有一个性格类似的哥哥。
幕之内潮（聲：甲斐田裕子）
很特立独行的女孩子，从来不穿校服而穿着T恤衫。被虎子叫做不良少女，虽然她本人坚决否认。喜欢布丁和猫。第一次和虎子去卡拉OK唱歌时暴露了她五音不全。有一个哥哥。
古囃独乐（聲：五十嵐浩子）
和京极柳一起照学生的相片然后卖出获利，身上总惹人注目地带着大量的小装饰品，莫名其妙地操着关西腔。有一个弟弟和两个妹妹。
（聲：堀江由衣）
梳着一条长辫子的女孩，戴着圆框大号眼镜，经常在她的校服外穿实验室用的白大褂，总给人以科学家和工程师和印象。她是一个机器人研究部的成员。爱好是发明奇怪的机器人，愿望是将来在E-lectra公司工作。
蕾家祈（聲：佐藤聪美）
虽然本来是很漂亮的女孩，但很明显缺乏化妆的常识。她的脸大部分隐藏在她的长发后，形成了日本恐怖影片中常见的女鬼形象，在遇到虎子前15年没交到过朋友。有一个妹妹。
大場湊兔（聲：中世明日香）
非常高大的金发女孩，褐色皮肤，巨乳。虽然外表成熟，其实和小孩子一样爱哭。性格也是和小孩子一样天真幼稚，看事物的角度往往与众不同。如果她得到的同学的帮助，会尽全力做出远超过应有水平的报恩行为。
風茉莉冬馬（聲：桑島法子）
戴着眼镜的书虫，讨厌喧闹，喜欢一个人呆在安静的地方。虽然她对虎子的骚扰表示出非常恼火的样子，看上去也不喜欢虎子。但其实是虎子的好朋友。被杏藤子子称为傲娇。有收集可爱布娃娃的爱好。有一个姐姐。
贰街道火继（聲：小川真奈）
从小学部转来的11岁少女，数学天才，仆娘。然而她对于那些需要死记硬背的科目很不擅长。对笑话没有抵抗力，那些最冷的笑话也能把她逗笑。最喜欢的零食是羊羹。最初在高等部遇见虎子。由于双亲可能都在工作，所以可能是奶奶养大的孩子。

### 高年级
战国狮狮丸（聲：高橋研二）
二年级，剑道部成员，主将，所谓上园四天王之一。开学时被虎子从二楼跳下的勇猛姿态所吸引，对她相当在意。
京極柳（聲：髙坂篤志）
二年级，狮狮丸的好友。喜欢拍摄，伙同独乐做起了卖同学照片的生意，自称“写真屋”。
上下山狐（聲：市来光弘）
二年级，虎子的哥哥，从小欺负虎子，在同学中以虐待狂闻名，看起来和虎子完全没有相似之处。把步巳也视为折磨的目标，经常做些掀裙子之类的事情，不过有时也做些好事，比如送她狐狸面具或是分她些冰淇淋。据说他经常给雀糖果之类的东西最后把她收买了，结果他欺负虎子时雀也不帮忙。平时总是懒洋洋的，喜欢的科目是现代国语。
上下山鬼百合（聲：笠原弘子）
三年级，虎子的姐姐，学生会会长，在各方面都堪称完美。尽管对虎子极其严厉，其实她非常溺爱这个妹妹。杏藤子子想当学生会会长的原因也是因为仰慕她。

### 教师
傘叶一狼（聲：藤原啓治）
1-6班班主任，28岁。烟瘾很大，常常在学校里吸烟，平时总是无精打彩的，被学生称为不良老师。虽然想保持一种玩世不恭的态度，不过性格温和，很容易被同学所左右。
西園大河（聲：茶風林）
上园学园的校长，形象总是一个背光的黑影所以看不到脸。似乎是个有胡子的中年绅士。

### 其它角色
八木优希（聲：後藤夕貴）
火继的好朋友，现在还在上园学园小学部。有一个在高中部的哥哥。

## 出版書籍
舊版
| 卷數 | Flex Comix     | Flex Comix                                              | 東立出版       | 東立出版               |
| 卷數 | 發售日期       | ISBN                                                    | 發售日期       | ISBN                   |
| ---- | -------------- | ------------------------------------------------------- | -------------- | ---------------------- |
| 1    | 2007年5月11日  | ISBN 978-4-7973-4224-6                                  | 2008年8月8日   | ISBN 978-986-10-1802-7 |
| 2    | 2007年11月12日 | ISBN 978-4-7973-4546-9                                  | 2009年2月17日  | ISBN 978-986-10-1803-4 |
| 3    | 2008年4月12日  | ISBN 978-4-7973-4754-8                                  | 2009年4月10日  | ISBN 978-986-10-2721-0 |
| 4    | 2008年10月10日 | ISBN 978-4-7973-5002-9 ISBN 978-4-7973-5003-6（限定版） | 2009年12月29日 | ISBN 978-986-10-2722-7 |
| 5    | 2009年10月12日 | ISBN 978-4-7973-5673-1 ISBN 978-4-7973-5700-4（限定版） | 2012年3月8日   | ISBN 978-986-10-4649-5 |
| 6    | 2011年2月11日  | ISBN 978-4-7973-6002-8                                  | 2012年8月16日  | ISBN 978-986-10-7412-2 |

新裝版
| 卷數 | Flex Comix    | Flex Comix             |
| 卷數 | 發售日期      | ISBN                   |
| ---- | ------------- | ---------------------- |
| 1    | 2012年2月1日  | ISBN 978-4-593-85606-0 |
| 2    | 2012年2月1日  | ISBN 978-4-593-85607-7 |
| 3    | 2012年2月1日  | ISBN 978-4-593-85608-4 |
| 4    | 2012年2月1日  | ISBN 978-4-593-85609-1 |
| 5    | 2012年2月1日  | ISBN 978-4-593-85611-4 |
| 6    | 2012年2月1日  | ISBN 978-4-593-85613-8 |
| 7    | 2013年1月12日 | ISBN 978-4-593-85676-3 |

畫集

- 2008年10月31日發行、ISBN 978-4-7973-5076-0

## 电视动画
2008年10月1日至12月31日，东京电视台、爱知电视台和大阪电视台播出了由日本动画公司制作的13集电视动画。

### 主题曲
片头曲：
歌：小川真奈
作曲、作詞：つんく／編曲：山崎淳
片尾曲：「淚NAMIDA淚」
歌：平野绫
作曲、作詞：つんく／編曲：铃木Daichi秀行

### 各话列表
| 話数 | 日文标题 | 中文标题                        | 剧本     | 分镜     | 演出       | 作画监督            |
| ---- | -------- | ------------------------------- | -------- | -------- | ---------- | ------------------- |
| 1    |          | 初遇虎子                        | 富泽义彦 | 福田道生 | 福田道生   | 石川哲也            |
| 2    |          | 不入虎穴焉得虎子                | 富泽义彦 | 福田道生 | 安藤健     | 小菅洋              |
| 3    |          | 前门有虎 校门也有虎/纸老虎      | 富泽义彦 | 福田道生 | 上坪亮樹   | 野崎麗子            |
| 4    |          | 牛饮狼吞虎咽/虎朋引伴           | 富泽义彦 | 福田道生 | 齐藤啓也   | 藤原潤              |
| 5    |          | 虎缘巧合/日久见人心，斗方知虎威 | 富泽义彦 | 福田道生 | 鈴木健太郎 | 奥田陽介            |
| 6    |          | 四面虎歌                        | 富泽义彦 | 福田道生 | 高柳佳幸   | 黑柳利允            |
| 7    |          | 狐虎千里来相会/狐惹虎威         | 富泽义彦 | 福田道生 | 安藤健     | 岡村正弘 小菅洋     |
| 8    |          | 点虎成金/画虎不成反类猫         | 富泽义彦 | 福田道生 | 上原秀明   | 野崎麗子            |
| 9    |          | 好虎有好报/雀啊，就给你吧       | 富泽义彦 | 福田道生 | 川西泰二   | 吉田肇 中島渚       |
| 10   |          | 如虎添翼                        | 富泽义彦 | 福田道生 | 安藤健     | 松岡謙治 小山知洋   |
| 11   |          | 虎口脱险                        | 富泽义彦 | 上坪亮樹 | 上坪亮樹   | 窪敏                |
| 12   |          | 一姬二太郎三虎子/鬼为虎子隐     | 富泽义彦 | 宮尾佳和 | 上原秀明   | 加藤恵子 佐久間康子 |
| 13   |          | 四人成虎                        | 富泽义彦 | 福田道生 | 安藤健     | 福田道生            |

## OVA
2009年10月17日发布了一集OVA，大约10分钟，与第5卷限定版同捆发售。标题为《Extra虎》，讲的是虎子与冬马在甜点店里大吃甜点的故事。

## 遊戲
5pb.Games到PlayStation 2卡帶通常版與限定版2個種類發售。
『ヒャッコ よろずや事件簿!』
發售日：2009年4月9日

### 主題曲
片頭曲「幸せの形」 - 2009年1月7日発売
作詞・作曲 - つんく / 編曲 - 江上浩太郎 / 歌 - THE ポッシボー
片尾曲「学園生活 虎子バージョン」
作詞・作曲 - つんく / 編曲 - 大久保薫 / 歌 - 上下山虎子（折笠富美子）